# Carolinai naphal
A Carolinai naphal (Elassoma boehlkei) a sugarasúszójú halak (Actinopterygii) osztályába tartozó törpenaphal-alakúak (Elassomatiformes) rendjébe és a törpenaphalfélék (Elassomatidae) családjába tartozó faj.

## Elterjedése
A legkisebb Elassoma faj, az egyedek átlagos mérete csupán 19,3 mm. Két kicsi populáció ismert Észak-Carolinában a Waccamaw, valamint a Santee folyórendszer középső részeinek kis patakjaiban. A folyók szennyezetségének következtében 1996-ban felkerült a fokozottan védendő fajok nemzetközi listájára.